# リンゼイ・ワグナーのヤング・アゲイン
『リンゼイ・ワグナーのヤング・アゲイン』（原題：Young Again）は、1986年のアメリカのテレビ映画。劇場未公開作品。

## ストーリー
40歳のマイケルは、仕事も成功し順調な生活を送っていた。
ところが突然彼の前に天使が現れ、17歳の時の自分に戻ってしまう。体は17歳でも心は40歳のマイケルは、昔思いを寄せていたトレーシーの母、ローラへ近づいていく。

## キャスト
- ローラ・ゴードン：リンゼイ・ワグナー
- 17歳のマイケル：キアヌ・リーヴス
- 40歳のマイケル：ロバート・ウーリッチ
- トレーシー：ジェシカ・スティーン
- ピーター・ゴードン：ジェイソン・ニコロフ
- 天使：ジャック・ギルフォード
- トッド：ジェレミー・ラッチフォード
- ジェフ：ピーター・スペンス
- ジェリー：ジョナサン・ウェルシュ

## リリース
- ディズニーのテレビ映画シリーズ"The Disney Sunday Movie"にて、1986年5月11日に放送された[1]。
- 日本ではウォルト・ディズニー・ホーム・ビデオよりビデオが発売されている[2]。